# Alexis Thépot
Alexis ("Alex") Thépot (30 de juliol de 1906 - 21 de febrer de 1989) fou un futbolista francès que jugava de porter.
Fou el porter titular de la selecció francesa al dos primers mundials, 1930 i 1934. Des de 1927 fins a 1935 jugà 31 partits amb França, encaixant 77 gols i essent capità 13 cops.